# Autobahn (Schweden)

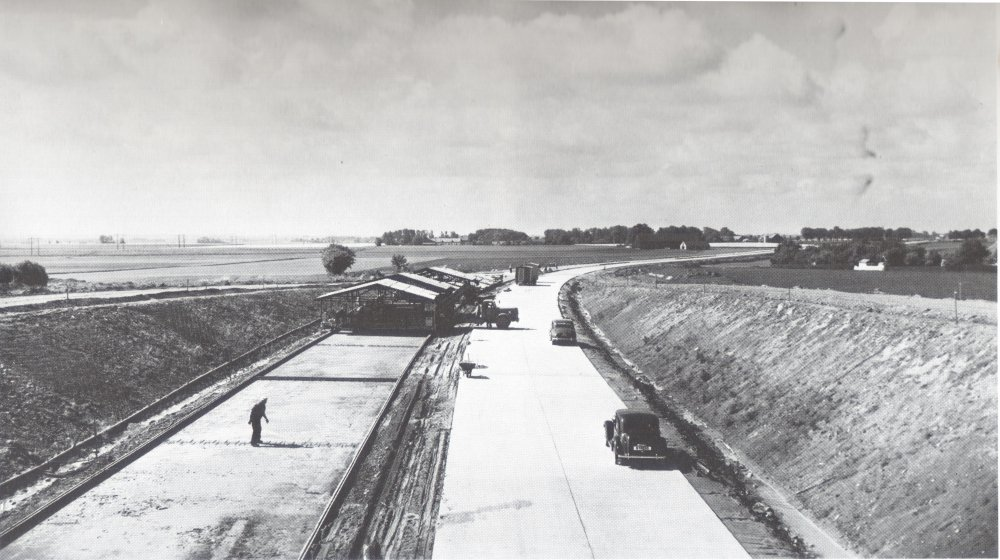
Schwedens erste offizielle Autobahn zwischen Lund und Malmö im Bau um 1952.

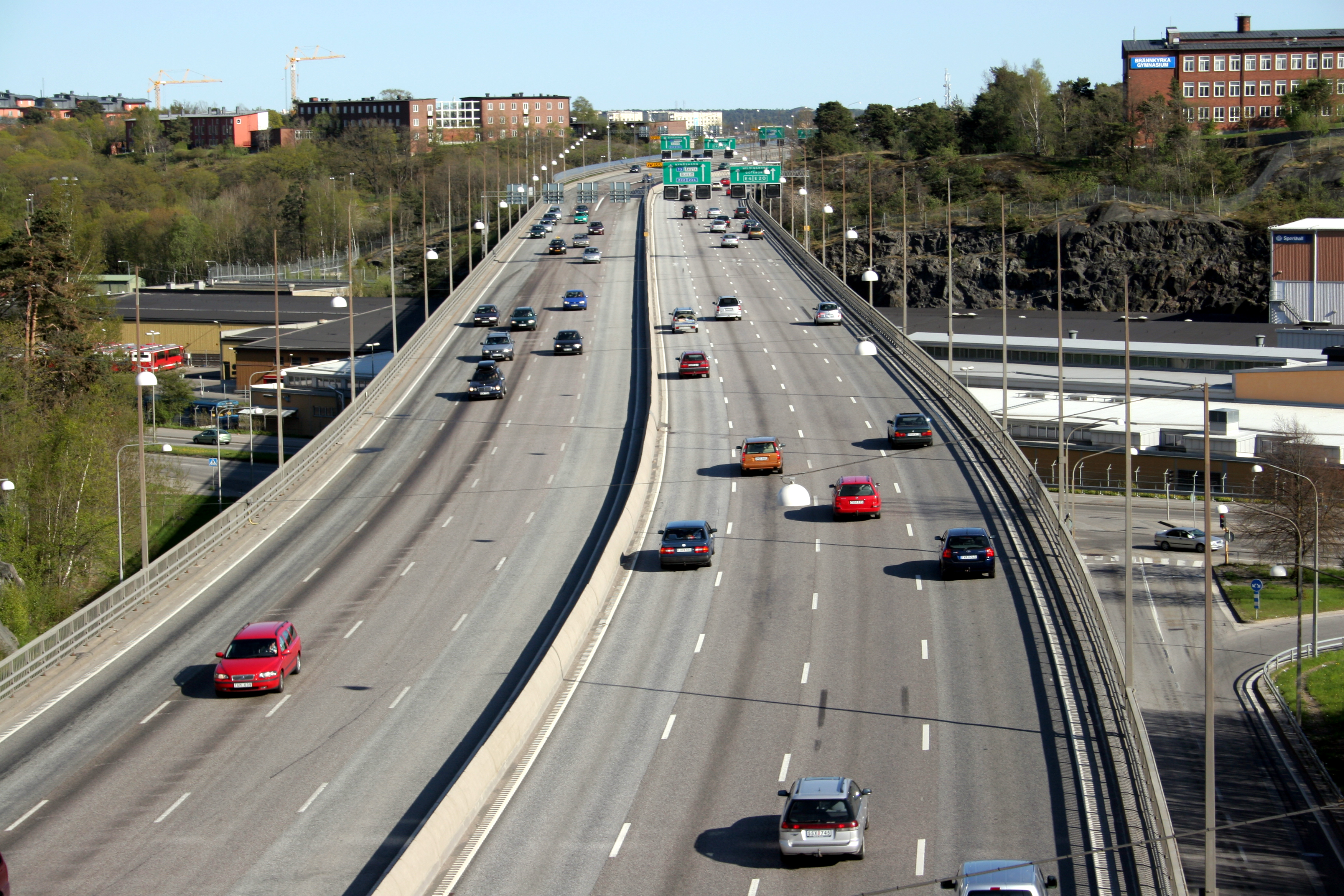
Der Essingeleden in südlicher Richtung, 2005.

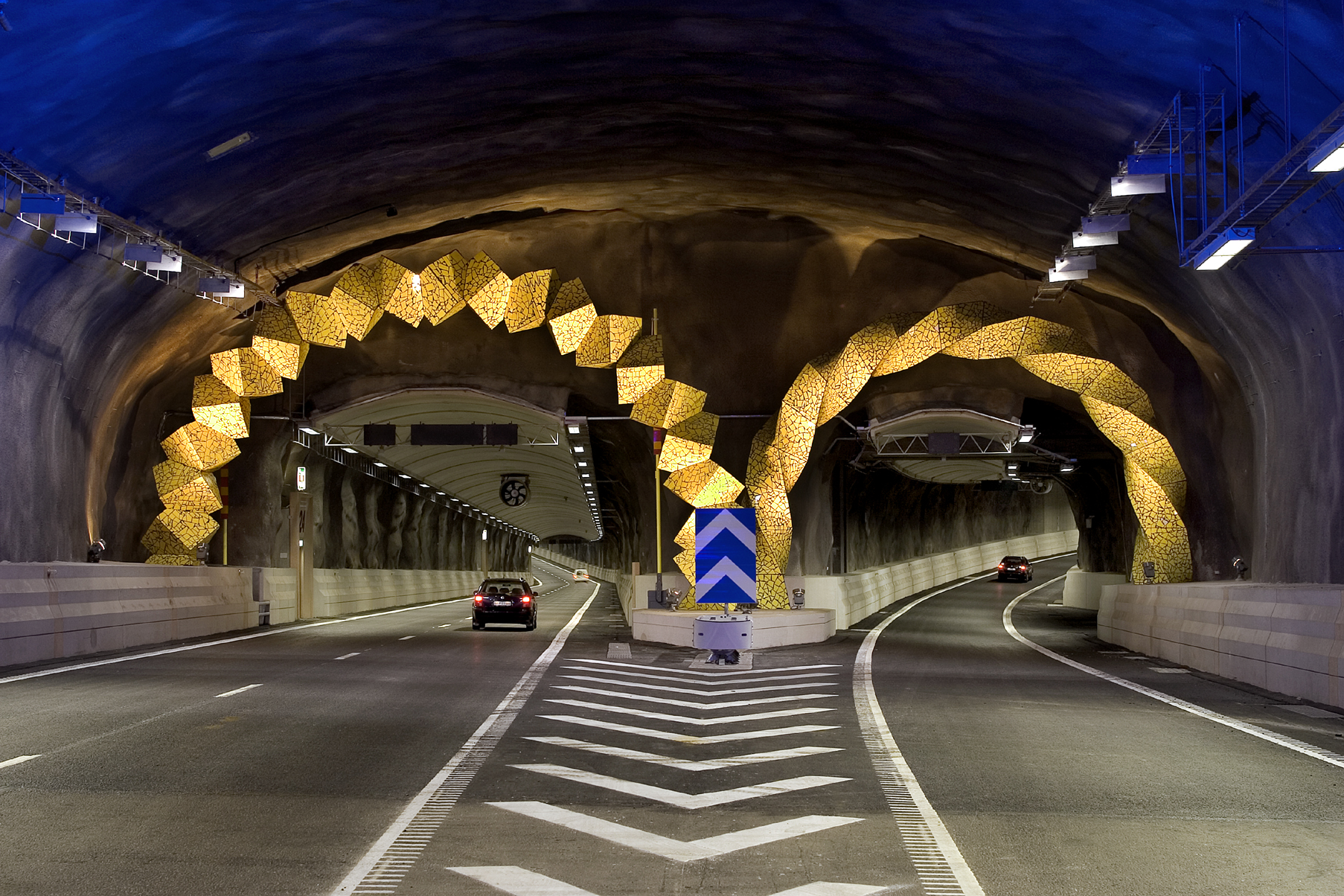
Der Södra-Länken-Tunnel.

Die Autobahn in Schweden heißt Motorväg (Plural Motorvägar) und ist eine staatliche Straßenverbindung mit Autobahnstandard. Im Gegensatz zu vielen anderen Ländern hat Schweden kein eigenständiges Autobahnnetz oder eine gesonderte Nummerierung seiner Motorvägar, sondern diese können Teile der Länsvägar (Provinzstraßen) oder Riksvägar (Reichsstraßen) sein. Die Kennzeichnung und Beschilderung der schwedischen Autobahnen (weißes Zeichen auf grünem Grund) entspricht dem Wiener Übereinkommen über Straßenverkehrszeichen von 1968.
Verglichen mit Deutschland und Italien wurden in Schweden Autobahnen recht spät eingeführt. Das Interesse erwachte gegen Ende der 1940er Jahre und die erste Straße mit Autobahncharakter wurde während der 1940er Jahre zwischen Göteborg und Alingsås gebaut. Diese Straße erfüllte nicht ganz den Autobahnstandard, hatte aber schon getrennte Fahrbahnen ohne Gegenverkehr. Der erste offizielle Motorväg mit Autobahnstandard wurde, nach deutschem Vorbild, mit einer Fahrbahn aus Beton zwischen Malmö und Lund angelegt und 1953 von Prinz Bertil von Schweden eingeweiht. Das Teilstück war 17 km lang.
Der Ausbautakt der schwedischen Motorvägar ist, verglichen mit anderen Ländern, langsam vorangegangen und konzentrierte sich hauptsächlich auf die Verbindung der drei Ballungsgebiete Stockholm, Göteborg und Malmö.
Weitere Fakten:
- Die Länge des schwedischen Autobahnnetzes beträgt laut Trafikverket 2050 km (2015).
- Der am stärksten belastete Motorväg-Abschnitt ist der Essingeleden in Stockholm mit durchschnittlich 150.000 Fahrzeugen pro Tag und Richtung.
- Der längste Autobahntunnel Schwedens ist der Södra-Länken-Tunnel in Stockholm mit über 6 km Länge.
- Auf Schwedens Motorvägar gilt eine allgemeine Höchstgeschwindigkeit (hastighetsgräns) von 110 km/h, seit Herbst 2008 sind auf gewissen Teilstrecken auch 120 km/h erlaubt.